# Kenlyn Gonsalves
Kenlyn Gonsalves (né le 16 mars 1976 à Saint-Vincent-et-les-Grenadines) est un joueur de football international vincentais, qui évoluait au poste d'attaquant.

## Biographie

### En équipe nationale
Kenlyn Gonsalves joue avec l'équipe de Saint-Vincent-et-les-Grenadines entre 1995 et 2005.
Il participe avec cette équipe à la Gold Cup 1996 organisée aux États-Unis. Lors de cette compétition, il joue un match contre le Mexique.
Il dispute également les éliminatoires du mondial 1998, les éliminatoires du mondial 2002, et les éliminatoires du mondial 2006. Il inscrit deux buts lors de ces éliminatoires.